# Anna Ahrens (Schriftstellerin, 1871)
Anna Ahrens (* 5. Oktober 1871 in Riede; † 25. März 1960 ebenda) war eine niederdeutsche Heimatdichterin. Nach ihr sind die Anna-Ahrens-Wege in Riede und in Syke benannt.

## Leben und Wirken
Anna Ahrens verlebte ihre Kindheit in Riede, wo ihre Eltern einen Mühlenbetrieb bewirtschafteten. Nach dem Besuch der Schule absolvierte sie eine Krankenpflegerinnen-Ausbildung auf den Außenstationen des hannoverschen Henriettenstifts. Danach arbeitete sie zwölf Jahre lang als Gemeindeschwester in Warstade unweit der Elbemündung. 1921 kehrte sie in ihre nähere Heimat zurück und erhielt im Flecken Syke eine Anstellung als Gemeindeschwester und Krankenpflegerin. Am 1. Oktober 1931 konnte sie ihr 25-jähriges Berufsjubiläum begehen. Mitte der 1930er Jahre ging sie in den Ruhestand und widmete sich nun ihrem Hobby, der plattdeutschen Sprache. Bereits seit 1900 hatte sie in der Zeitschrift „Niedersachsen“ kleine Beiträge über Kinderspiele, Abzählverse, Sprichwörter, Lieder und Bräuche veröffentlicht. Um das Jahr 1938 erschien der Zyklus „Sleche Wege un Swarmer Wagens“, dessen Geschichten um die Dörfer Riede, Ahausen und Dreye kreisten.

## Werke
- Vergäten Sang ut Kinnerdaagen. Mit Biller von Theodor Herrmann. Stelzer, Stade 1939
- Windmöhlnsang un Heimatklang. Dißmeyer, Syke 1939